# Dimitris Nikolau
Dimitrios "Dimitris" Nikolau (gr. Δημήτριος "Δημήτρης" Νικολάου; ur. 13 sierpnia 1998 w Chalkidzie) – grecki piłkarz grający na pozycji obrońcy. Zawodnik Palermo FC.

## Życiorys
Jest wychowankiem Olympiakosu SFP. 9 września 2015 dołączył do seniorskiego zespołu tego klubu. W rozgrywkach Superleague Ellada zagrał po raz pierwszy 29 stycznia 2017 w wygranym 2:1 meczu z PAE Weria.
W reprezentacji Grecji zadebiutował 15 maja 2018 w przegranym 0:2 towarzyskim meczu z Arabią Saudyjską.